# Thaumastomiris
Thaumastomiris is een geslacht van wantsen uit de familie van de Miridae (Blindwantsen). Het geslacht werd voor het eerst wetenschappelijk beschreven door George Willis Kirkaldy in 1902.

## Soorten
Het genus bevat de volgende soorten:

- Thaumastomiris cotabato Stonedahl, 1988
- Thaumastomiris discoidalis Poppius, 1912
- Thaumastomiris dissimilis Hsiao, 1944
- Thaumastomiris minutus Poppius, 1914
- Thaumastomiris philippinensis Hsiao, 1944
- Thaumastomiris piceatus Distant, 1910
- Thaumastomiris sanguinalis Kirkaldy, 1902